# Takashi Niigaki
Takashi Niigaki (新垣 隆, Niigaki Takashi), né le 1er septembre 1970 à Kiyose, est un compositeur et professeur de musique classique japonais.

## Biographie
Takashi Niigaki est professeur de musique classique à l'université de musique Tōhō Gakuen.
En février 2014, Mamoru Samuragochi avoue que toutes ses œuvres ont été en réalité composées par Niigaki, qui travaille pour lui en cachette depuis 18 ans, à la suite des révélations de ce dernier,. Le scandale éclate en février 2014 alors que le patineur artistique Daisuke Takahashi doit représenter le Japon aux Jeux olympiques d'hiver de 2014 sur une musique qui s'avère être de Takashi Niigaki,.
Depuis 2018, il est le claviériste du groupe japonais Genie High (ja).

## Œuvres
Mamoru Samuragochi a été crédité jusqu'en 2014 des compositions suivantes, jusqu'à ce qu'il avoue que ce sont des œuvres de Niigaki :
- Symphonie n°1 « Hiroshima » (2003)[7]
- Sonate pour violon[7]
- Symphonie « Litanie »
- Concerto pour piano « Renaissance »

Complétée en 2003, "Hiroshima" est d'abord jouée en concert en mémoire de la rencontre des dirigeants du G 8 à Hiroshima en 2008. Elle est enregistrée en 2011 sous le label Nippon Columbia dans le cadre des célébrations du 100e anniversaire

### Musiques de film
- Remembering the Cosmos Flower (Cosmos) (秋桜?) (1997)[9],[10].
- Orpheus' Lyre / Sakura, Futatabi no Kanako (ja) (2013)[11]

### Musique de jeux vidéo
- Resident Evil: Director's Cut Dual Shock Ver (1998)[12]
- Onimusha: Warlords (2001)

## Discographie
- Symphonie « Litanie » ; Concerto pour piano « Renaissance »* ; Green floating eternally - Takashi Niigaki, piano et direction ; Orchestre de chambre de Tokyo ; Kunihiro Nakamura* (concert 2016, Decca) (OCLC 1011422787)